# Philautus ocellatus
Philautus ocellatus és una espècie de granota que es troba a la Xina.
Està amenaçada d'extinció per la pèrdua del seu hàbitat natural.